# Ñuble (region)
Ñuble är en administrativ region i Chile. Regionen bildades formellt 6 september 2018, från att tidigare utgjort en provins inom regionen Biobío.
Provinser:
- Diguillín
- Itata
- Punilla